# Liljana Kondakçi
Liljana Kondakçi (ur. 1950 w Tiranie) – albańska piosenkarka i aktorka.

## Życiorys
Występowała na scenie od 14 roku życia, w wieku 17 lat zadebiutowała w największym albańskim festiwalu muzycznym - Festivali i Kenges. W kolejnych latach na scenie festiwalowej wystąpiła 21 razy. Związana z Teatrem Estradowym w Tiranie, współpracowała także z redakcją muzyczną albańskiego Radia i Telewizji. Wystąpiła w czterech filmach fabularnych.
W 1984 została uhonorowana tytułem Zasłużonej Artystki (Artist i Merituar). Po upadku komunizmu mieszkała w Albanii i w Grecji.
W kwietniu 2010 została aresztowana w Salonikach przez policję grecką pod zarzutem udziału w zorganizowanej grupie przestępczej zajmującej się przemytem narkotyków, a następnie władze greckie przeprowadziły jej ekstradycję do Włoch, skąd po dwóch latach powróciła do Tirany. Według relacji prasowych była w związku z Fisnikiem Smalajem, kierującym grupą przestępczą w Szkodrze.
Jest mężatką, ma dwoje dzieci.

## Role filmowe
- 1968: Estrada në ekran
- 1975: Kur hiqen maskat
- 1975: Udhëtim në pranverë jako Valbona
- 1978: Në pyjet me borë ka jetë jako nauczycielka